# EdX
edX es una plataforma de cursos abiertos masivos en línea, conocidos por sus siglas en inglés como MOOC (Massive Online Open Course), basada en software de código abierto. Fue fundada en el Instituto Tecnológico de Massachusetts (MIT) y la Universidad de Harvard en mayo de 2012 para hospedar cursos en línea de nivel universitario de un amplio rango de disciplinas, para todo el mundo sin costos para propiciar la investigación y el aprendizaje. Cada una de estas dos instituciones contribuyen con 30 millones de dólares de recursos para este proyecto sin ánimo de lucro. El curso prototipo con el cual empezó el programa fue Circuitos y Electrónica, que comenzó en diciembre de 2011, a través de MITx, el programa en línea y masivo del MIT.
EdX tiene más de 10 millones de usuarios registrados y es considerado el segundo proveedor más grande de MOOC en el mundo, después de Coursera que cuenta con 23 millones de usuarios registrados.
El 1 de junio de 2013, el código de la plataforma fue liberado, bajo el nombre de Open edX. El código fuente puede encontrarse en GitHub.
A finales de 2016, edX ofrecía 1300 cursos de los cuales 500 fueron lanzados en 2016. Del total de cursos que ofrece, 53 son pagados, conocidos como cursos de educación profesional, y 13 son elegibles para créditos universitarios. De acuerdo a una investigación realizada por Class Central, el costo promedio de un certificado de edX es de USD$53.
Actualmente hay más de 130 colaboradores entre institutos, organizaciones sin ánimo de lucro, corporaciones y organizaciones internacionales que ofrecen o planean ofrecer más de 500 cursos en el sitio web de edX.

## Misión de edX
Como consecuencia de la sociedad de la información, existen necesidades y requerimientos de habilidades que van emergiendo rápidamente, con lo cual la demanda que debe atenderse debe ser igual de ágil. La misión de edX es incrementar el acceso a la educación de alta calidad para todos, en todas partes. Mejorar la enseñanza y el aprendizaje en el campus en línea. Avanzar en la enseñanza y el aprendizaje a través de la investigación.
Según, Anant Agarwal, CEO de edX, en una entrevista para el diario El Tiempo, la formación en línea como la que ofrece edX es una de las respuestas para el futuro de la educación: "El aprendizaje digital (por ejemplo, los MOOC) ofrece opciones para que las empresas entrenen a los empleados en los campos de mayor demanda, como la inteligencia artificial, la seguridad cibernética y la ciencia de datos." Muchas entidades en la actualidad están buscando herramientas para solventar la demanda de capacitación de manera rápida, eficaz y accesible, por lo que edX busca aportar una solución mediante sus cursos.
Además, en septiembre de 2016 edX lanzó sus programas MicroMasters.  Esta iniciativa ofrece enseñanza académica y profesional certificada en distintos campos del conocimiento, incluyendo algunos de los más necesarios y demandados.

## Funcionalidad
Los cursos de edX consisten en secuencias de aprendizaje. Cada secuencia se compone de distintos recursos de aprendizaje como videos, podcasts, lecturas, foros de discusión, infografías; y ejercicios de evaluación o interacción como evaluaciones de opción múltiple, preguntas de respuesta abierta, sondeos, preguntas de abiertas con revisión de pares, drag and drop, etc. Los participantes deberán completar estas actividades para alcanzar el puntaje requerido y así, de necesitarlo, obtener el certificado de aprobación. Existen dos tipos de modalidades de cursos: los cursos a "tu propio ritmo" y los cursos al "ritmo del profesor". La mayoría de cursos de edX son al ritmo del profesor, suelen tener una duración de 4 a 8 semanas, con nuevo contenido publicado cada semana y fechas de entrega preestablecidas.
Por otro lado, otros cursos son a "tu propio ritmo" es decir al ritmo del estudiante. En esta modalidad, todo el contenido de estos cursos está disponible para completar de 3 a 12 semanas después de la fecha de inicio del curso, cuando se abrió el curso. Los estudiantes pueden registrarse en cualquier momento y tomar el curso tan rápido o lento como quieran. No hay fechas límite, salvo la fecha de cierre del curso. La fecha de cierre aparece en la parte derecha de la página de inicio del curso. Normalmente estos cursos están disponibles durante 5 y 8 meses.

## Tipos de certificados
La plataforma, ofrece dos tipos de certificados: certificados verificados, por edX y las instituciones socias, y certificados de XSeries. Los certificados verificados son los certificados de aprobación de un curso. Para obtenerlos, es necesario realizar el pago de la tasa correspondiente de cada curso, dentro del plazo establecido, y realizar el proceso de verificación de identidad. Estos certificados, representan un valor agregado para cualquier perfil académico o profesional, y pueden ser incluidos dentro de su curriculum vitae y perfiles de LinkedIn, ya que tienen reconocimiento oficial por parte de las universidades.
Por su parte, el certificado XSeries es un certificado que se emite cuando se hayan aprobado todos los cursos que forman parte del programa XSeries en la modalidad verificada. También existe la oportunidad de tomar un curso en la modalidad gratuita de oyente, también llamada auditar el curso, no obstante, en esta modalidad no se emite ningún tipo de certificado.

## Micromasters
Los programas de MicroMasters son una serie de cursos de nivel universitario ofrecidos por universidades de renombre, como por ejemplo MIT y Columbia, diseñados para avanzar en cualquier carrera profesional. Proporcionan aprendizaje profundo en un ámbito específico y son reconocidos por las empresas debido a su relevancia profesional. Los estudiantes se pueden postular a la universidad que ofrece los créditos académicos del certificado de MicroMasters y si son aceptados, podrán realizar una maestría acelerada y asequible.
Es una iniciativa que pretende disminuir la brecha de habilidades entre la educación superior y el ámbito profesional.
A finales de 2016, esta credencial fue adoptada por 14 universidades en 8 países diferentes. Su costo promedio es de USD$850 aproximadamente, siendo significativamente menor al costo de créditos en universidades de renombre que los dictan, por eso su popularidad.
El primer programa de Micromaster de MIT fue Supply chain management (SCM), el cual tuvo mucho éxito con más de 127,000 estudiantes inscritos en al menos un curso, con representación de 189 países.

## Monetización
La plataforma empezó como organización sin ánimo de lucro con un capital de USD$60 millones, dinero invertido por Harvad y MIT. Sus ganancias se obtienen por parte de los usuarios que adquieren certificados y por parte de los contratos con las entidades asociadas.
En 2015, edX incorporó 27 miembros y generó alrededor de USD$15 millones; y se presume que en 2016 generó alrededor de USD$20-30 millones, y este número siguen en aumento para finales de 2018. 
Las ganancias a partir de la asociación se obtienen a través del servicio que edX ofrece como "self serve" o un "edX supported".

## EdX en España y América Latina
La plataforma edX, en 2025, cuenta con importantes socios académicos de habla hispana, incluyendo a la Universidad Autónoma de Madrid, el Instituto Tecnológico de Monterrey, y la Pontificia Universidad Javeriana. En 2025 cuenta con 787 cursos en español. Estos cursos versan sobre temas como Programación en C, Agenda 2030: Trabajo decente y protección social o Historias de la creatividad en el sur global: arte, arquitectura y diseño.  

## Escuelas y socios
A marzo de 2018, hay 54 miembros chárter, 58 miembros asociados y 5 amigos de edX:

### Miembros fundadores
| Estados Unidos: - Instituto Tecnológico de Massachusetts - Universidad de Harvard - Berklee College of Music - Universidad de Boston - Instituto de Tecnología de California - Universidad Cornell - Universidad de Dartmouth - Davidson College - Universidad de Georgetown - Universidad Rice - Universidad de California en Berkeley - Sistema Universitario de Texas - Universidad de Washington - Wellesley College | Australia: - Universidad Nacional Australiana - Universidad de Queensland Canadá: - Universidad McGill - Universidad de Toronto China: - Universidad Tsinghua - Universidad de Pekín Hong Kong: - Hong Kong University of Science and Technology - Universidad de Hong Kong Japón: - Universidad de Kioto - Universidad de Tokio Suiza: - Escuela Politécnica Federal de Lausana - Escuela Politécnica Federal de Zúrich | Bélgica: - Université catholique de Louvain Alemania: - Universidad Técnica de Múnich India - Indian Institute of Technology, Bombay Países Bajos: - Universidad Técnica de Delft Corea del Sur: - Universidad Nacional de Seúl Suecia: - Instituto Karolinska Guatemala: - Universidad Galileo |

### Miembros
| - Colgate University - Hamilton College - Inter-American Development Bank - International Monetary Fund - Smithsonian Institution - Learning by Giving Foundation - Linux Foundation | - OpenCourseWare - Osaka University - Universidad Autónoma de Madrid - Secretaría de Educación Pública (México) - Universidad Carlos III de Madrid - Universidad Politécnica de Valencia - Universidad Galileo |